# Schloss Saint-Saphorin
Das Schloss Saint-Saphorin (auch Château de Mestral genannt) befindet sich im gleichnamigen Ort Saint-Saphorin-sur-Morges (Gemeinde Echichens) im Kanton Waadt. 
Das klassizistische Gebäude wurde im 17. Jahrhundert auf den Überresten eines befestigten Hauses erbaut. Noch zu Beginn des 16. Jahrhunderts teilten sich zwei Herrscherfamilien das Gebiet, auf dem das Schloss später errichtet werden sollte: die Aristokraten von Saint-Saphorin und die von Colombier. Darum weist es heute zwei Wachtürme auf. Die Colombier schieden in der Mitte des 16. Jahrhunderts als Eigentümer aus, als Marguerite von Colombier den François d’Allinges heiratete. Die gemeinsame Tochter, Elisabeth d’Allinges, heiratete 1592 André de Pesmes, das Mitglied einer adeligen Familie aus der Franche-Comté, die seit dem 14. Jahrhundert in Genf etabliert war. Erst 1711 gelang es François-Louis de Pesmes, die Herrschaften um das Gebiet des Schlosses zu vereinigen. Nach dessen Tod 1737 ging das Schloss mit seiner Tochter Judith-Louise de Pesmes in den Besitz der Familie der de Mestral über. Ihr Sohn war Armand François Louis de Mestral de Saint-Saphorin.